# Чимишкян, Рафаэль Аркадьевич
Рафаэль Аркадьевич Чимишкян (арм. Ռաֆայել Չմշկյան, груз. რაფაელ ჩიმიშკიანი; 23 марта 1929, Тифлис — 25 сентября 2022) — советский тяжелоатлет, 11-кратный рекордсмен мира, олимпийский чемпион (1952), двукратный чемпион мира (1954 и 1955), шестикратный чемпион Европы (1950, 1952, 1954—1957) и пятикратный чемпион СССР (1949, 1951, 1954, 1955, 1960). Заслуженный мастер спорта СССР (1952). Удостоен звания «Лучший штангист Грузии XX века».
Почётный гражданин города Тбилиси.

## Биография
Отец, армянин Аркадий Макарович Чимишкян, был служащим Управления железных дорог Закавказья, а мать, грузинка Нина Александровна Беридзе — домохозяйкой.
Член КПСС с 1957 года.
Судья международной категории. Почётный вице-президент Федерации тяжёлой атлетики Грузии.
Был последним живым олимпийским чемпионом 1952 года — мужчиной — в составе сборной СССР (после смерти Чимишкяна в живых остаются только Галина Зыбина и Галина Минаичева).

## Награды
- Орден «Знак Почёта» (27.04.1957) — «за успехи, достигнутые в деле развития массового физкультурного движения в стране, повышения мастерства советских спортсменов, и успешное выступление на международных соревнованиях»
- «Орден Чести» (1996)
- Орден Вахтанга Горгасали II степени (2002)
- Президентский орден «Сияние» (2018)